# Ghost Whisperer
Ghost Whisperer är en amerikansk övernaturlig dramaserie som sändes på CBS 2005–2010. Den producerades av Sander/Moses Productions, tidigare av Touchstone Television. Serien har nominerats och vunnit flera utmärkelser.
Serien följer Melinda Gordons liv (Jennifer Love Hewitt), som har förmågan att se och kommunicera med spöken. Samtidigt som hon försöker leva ett vanligt liv, hon är gift och äger en antikaffär, hjälper Melinda jordbundna andar som inte fått ro.

## Handling
Handlingen kretsar kring nygifta Melinda Gordon som har kontakt med de döda. Hon hjälper dem att gå till ljuset (komma över till den andra "sidan") genom att hjälpa andarna med att avsluta sina ouppklarade affärer på jorden och på så vis få ro. Hon får hjälp och stöd av sin man Jim Clancy och kollegan och vännen Andrea Moreno.
Melinda och Jim bor i den fiktiva lilla staden Grandview, där Melinda driver antikaffären "Same as it never was antiques" och Jim arbetar som sjukvårdare. I säsong två dyker Delia Banks upp och blir vän med Melinda. Samma säsong tillkommer även professor Rick Payne som är expert på ockulta och övernaturliga föreställningar, själv är han en skeptiker – men han och Melinda påbörjar ändå ett från hans sida motvilligt samarbete. 
I säsong fyra dyker även psykologiprofessorn Eli James upp, som efter att ha snuddat vid döden får liknande talanger som Melindas. I säsong fem får Melinda och Jim ett barn - Aiden, han har mediala gåvor som vida överstiger Melindas.

## Om serien
En av personerna bakom serien är det kända amerikanska mediet James Van Praagh – han arbetade som medproducent och fungerade som rådgivare.
Det finns totalt fem inspelade säsonger av serien. Den 27 maj 2010 blev det klart att det inte blir några fler avsnitt av serien, den avslutades efter fem säsonger och 107 avsnitt. Det allra sista avsnittet sändes fredagen den 21 maj 2010 i USA.

## Rollista i urval
- Jennifer Love Hewitt – Melinda Gordon (2005–2010)
- David Conrad – Jim Clancy (2005–2010)
- Aisha Tyler – Andrea Moreno  (2005–2006)
- Camryn Manheim – Delia Banks  (2006–2010)
- Jay Mohr – Professor Rick Payne (2006–2008)
- Jamie Kennedy – Eli James (2008–2010)
- Tyler Patrick Jones – Ned Banks (2006–2008)
- Christoph Sanders – Ned Banks (2008–2010)
- Connor Gibbs – Aiden Lucas (2009–2010)[3]

## Gästskådespelare i urval
Bruce Davison, Anne Archer, Corin Nemec, Julian Sands, Wendy Phillips, Margaret Cho, Teri Polo, Wentworth Miller, Bruce Weitz, Lacey Chabert, Jonathan Firth, Ken Howard, Matt Keeslar, Mary J. Blige, Abigail Breslin, Jason Gedrick, Josh Hopkins, Monica Keena, Jason London, Mike Farrell, Greg Germann, Dee Wallace, William R. Moses, Concetta Tomei, Lori Loughlin, Arye Gross, Cesar Millan, William Russ, Susan Ruttan, Megan Ward och Hilary Duff.